# Cheriyamundam
Cheriyamundam  es una ciudad censal situada en el distrito de Malappuram en el estado de Kerala (India). Su población es de 31212 habitantes (2011). Se encuentra a 19 km de Malappuram y a 45 km de Kozhikode

## Demografía
Según el censo de 2011 la población de Cheriyamundam  era de 31212 habitantes, de los cuales 14308 eran hombres y 16904 eran mujeres. Cheriyamundam tiene una tasa media de alfabetización del 92,89%, inferior a la media estatal del 94%. la alfabetización masculina es del 95,14%, y la alfabetización femenina del 91,05%.